# Kosmos 2349
Kosmos 2349, ruski vojni izviđački satelit (fotografiranje u 2-metarskoj razlučivosti) iz programa Kosmos. Vrste je Jantar-1KFT (Kometa br. 19).
Lansiran je 17. veljače 1998. godine u 10:35 s kozmodroma Bajkonura (Tjuratam) u Rusiji. Lansiran je u nisku orbitu oko planeta Zemlje raketom nosačem Sojuz-U 11A511U. Orbita mu je bila 210 km u perigeju i 272 km u apogeju. Orbitna inklinacija bila mu je 70,37°. Spacetrackov kataloški broj je 25167. COSPARova oznaka je 1998-009-A. Zemlju je obilazio u 89,32 minute. Pri lansiranju bio je mase kg. 
Pribavio je građu za topografske zemljovide SAD, sukladno ugovoru Rusije i SAD.
Sletio je na Zemlju 2. travnja 1998. godine. Jedan dio kružio je također u niskoj orbiti i vratio se u atmosferu nešto ranije.

## Vanjske poveznice
- N2YO.com Search Satellite Database
- Celes Trak SATCAT Format Documentation (engl.)
- Kunstman  Arhivirana inačica izvorne stranice od 12. kolovoza 2019. (Wayback Machine) Satellites in Orbit (engl.)